# A Babysitter's Guide to Monster Hunting
A Babysitter's Guide to Monster Hunting is een Amerikaanse komische horrorfilm uit 2020, geregisseerd door Rachel Talalay.  De film is geschreven door Joe Ballarini en gebaseerd op zijn boektrilogie met dezelfde naam.

## Verhaal
Het verhaal volgt een oppas genaamd Kelly Ferguson, die op zoek moet gaan naar het kind onder haar hoede, dat is ontvoerd door de boeman. Tijdens deze missie ontdekt ze dat er een geheim genootschap is van babysitters die kinderen beschermen, evenals een hele wereld van monsters waartegen ze moet vechten.

## Rolverdeling
| Acteur                  | Personage               |
| ----------------------- | ----------------------- |
| Tamara Smart            | Kelly Ferguson          |
| Oona Laurence           | Liz LeRue               |
| Tom Felton              | Grand Guignol           |
| Troy Leigh-Anne Johnson | Berna Vincent           |
| Lynn Masako Cheng       | Cassie Zhen             |
| Ty Consiglio            | Curtis Critter          |
| Ian Ho                  | Jacob Zellman           |
| Indya Moore             | Peggy Drood             |
| Alessio Scalzotto       | Victor Colleti          |
| Tamsen McDonough        | Ms. Zellman             |
| Ashton Arbab            | Tommy                   |
| Crystal Balint          | Alexa Ferguson          |
| Cameron Bancroft        | Pete Ferguson           |
| Momona Tamada           | babysitter vanuit Japan |

## Productie
De opnames begonnen op 30 augustus 2019 en vond voornamelijk plaats in verschillende delen van Vancouver, Brits-Columbia. De opnames eindigden op 17 november 2019. Op 8 juni 2020 werd Matthew Margeson aangekondigd voor het componeren van de filmmuziek.

## Release
De film ging in première op 15 oktober 2020 op de streamingdienst van Netflix.

## Ontvangst
De film ontving gemengde recensies van critici. Op Rotten Tomatoes heeft A Babysitter's Guide to Monster Hunting een waarde van 63% en een gemiddelde score van 5,80/10, gebaseerd op 19 recensies. Op Metacritic heeft de film een gemiddelde score van 31/100, gebaseerd op 4 recensies.

## Prijzen en nominaties
| Jaar | Prijs         | Categorie                          | Genomineerde(n) | Uitslag     |
| ---- | ------------- | ---------------------------------- | --- | ----------- |
| 2021 | Leo Award     | Beste productieontwerp in een film | David Brisbin | Gewonnen    |
| 2021 | Leo Award     | Beste fotobewerking in een film    | Stein Myhrstad | Genomineerd |
| 2021 | Leo Award     | Beste algehele geluid in een film  | Millar Montgomery, Jo Rossi, Vince Renaud, Christine McLeod, Miguel Araujo, Maureen Murphy, Jeff Davis en Patrick Haskill | Genomineerd |
| 2021 | ReFrame Stamp | Narrative & Animated Feature       | Narrative & Animated Feature                                                                                              | Gewonnen    |